# Model powstania innowacji J.A. Schumpetera
Model powstania innowacji J.A. Schumpetera – model opisujący kreowanie nowych osiągnięć naukowych w oparciu o teorię podażową. Stworzony został przez J.A. Schumpetera w 1912 roku. W modelu tym położył on nacisk na naukę wewnętrzną, czyli na własne zakłady badawcze i laboratoria przedsiębiorstw wdrażających innowacje. Nauka zewnętrzna (jednostki naukowo-badawcze poza przemysłem), będąca tu elementem otoczenia, ma mały wpływ na wdrażanie innowacji, niemniej wymienia informacje z placówkami innowacyjnymi wewnątrz modelu. Siłą napędową tworzenia innowacji są procesy zarządzania.
Teoria ta zyskała wielu zwolenników, zwłaszcza wśród ekonomistów sceptycznie podchodzących do niezależności konsumentów przy podejmowaniu decyzji. J.K. Galbraith zwracał uwagę, że niezależność ta jest w wysokim stopniu ograniczana przez działania promocyjne wielkich firm, narzucających nabywcom określone wzorce konsumpcji. To podaż przesądza o tym, jakie produkty znajdują się na rynku.